# Rhinolophus hillorum
Rhinolophus hillorum là một loài động vật có vú trong họ Dơi lá mũi, bộ Dơi. Loài này được Koopman mô tả năm 1989.